# Ethel Catherwood
Ethel Mary Catherwood, kanadska atletinja, * 28. april 1908, Hannah, Severna Dakota, ZDA, † 26. september 1987, Grass Valley, Kalifornija, ZDA.
Catherwood je največji uspeh v karieri dosegla na Poletnih olimpijskih igrah 1928 v Amsterdamu, kjer je osvojila naslov olimpijske prvakinje v skoku v višino. Leta 1955 je bila sprejeta v Kanadski športni hram slavnih, leta 1966 v Saskatchewanski športni hram slavnih in leta 1986 v Saskatoonski športni hram slavnih.